# Triomphe de Jodoigne (pera)
Triomphe de Jodoigne (en España conocida como Triunfo de Jodoigne) es una variedad cultivar de pera europea Pyrus communis. Esta pera está cultivada en la colección de la Estación Experimental Aula Dei (Zaragoza). Esta pera variedad muy antigua, es originaria de Bélgica, en España ha sido mencionada en Cantabria, Vizcaya, y Zaragoza; tuvo su mejor época de cultivo comercial antes de la década de 1960, y actualmente en menor medida aún se encuentra.  Las frutas tienen una pulpa de color blanca, fundente, dulce, un poco ácido, fragante, muy jugoso, sabor poco aromático, soso.

## Sinonimia
- "Poire Triomphe de Jodoigne",[7]
- "Triunfo de Jodoigne" en España.

## Historia
La variedad de pera 'Triomphe de Jodoigne' vendría de un peral encontrado de forma fortuita de una plántula de semilla obtenida en 1843 por Simon Bouvier, alcalde de Jodoigne (Bélgica).
Consta una descripción del fruto: Leroy, 1867 : 706; Hedrick, 1921 : 565; Soc. Pom. France, 1947 : 356; Baldini y Scaramuzzi, 1957 : 327, y en E. E. Aula Dei.
En España 'Triunfo de Jodoigne' está considerada incluida en las variedades locales autóctonas muy antiguas, cuyo cultivo se centraba en comarcas muy definidas. Se caracterizaban por su buena adaptación a sus ecosistemas y podrían tener interés genético en virtud de su adaptación. Se encontraban diseminadas por todas las regiones fruteras españolas, aunque eran especialmente frecuentes en la España húmeda. Estas se podían clasificar en dos subgrupos: de mesa y de cocina (aunque algunas tenían aptitud mixta).
'Triunfo de Jodoigne' es una variedad clasificada como de mesa, difundido su cultivo en el pasado por los viveros comerciales y cuyo cultivo en la actualidad se ha reducido a huertos familiares y jardines privados.
La pera 'Triomphe de Jodoigne' está cultivada en diversos bancos de germoplasma de cultivos vivos tales como en National Fruit Collection con el número de accesión: 2001-083 y nombre de accesión: 'Triomphe de Jodoigne'. También cultivada en la colección de la Estación Experimental Aula Dei de Zaragoza con el nombre de accesión 'Triunfo de Jodoigne'.

## Características
El peral de la variedad 'Triunfo de Jodoigne' tiene un vigor medio y productivo todos los años; floración 18 de abril con floración del 10%, el 23 de abril una floración completa (80%), y para el 3 de mayo tiene una caída de pétalos del 90%; tubo del cáliz en embudo con conducto medianamente ancho y muy corto.
La variedad de pera 'Triunfo de Jodoigne' tiene un fruto de tamaño grande a muy grande (peso promedio 300,00 g); forma turbinada o piriforme, cuello en general bien acentuado, más o menos asimétrica, contorno irregularmente ondulado; piel lisa, brillante de no ser ruginosa-"russeting"; con color de fondo amarillo claro sin chapa o con ligera zona bronceada o sonrosada, presenta un punteado ruginoso suave, grande y muy visible, muy característico, manchas irregulares ruginosas sin localización precisa, excepcionalmente estas manchas ruginosas-"russeting" llegan a formar zonas compactas y en algún caso aislado pueden darse frutos totalmente ruginosos, "russeting" (pardeamiento áspero superficial que presentan algunas variedades) débil (1-25%); pedúnculo de longitud medio o largo, grosor medio, algo ensanchado en su extremo superior y más grueso y carnoso en la base, recto o curvo, implantado generalmente un poco oblicuo sobre el ápice del fruto, rara vez parece continuación de éste; cavidad del pedúnculo nula o muy estrecha y superficial, a veces limitada a un pequeño repliegue en la base del pedúnculo; anchura de la cavidad calicina estrecha, medianamente profunda, borde irregularmente ondulado; ojo mediano, generalmente abierto; sépalos estrechos o caídos, rara vez convergentes cerrando el ojo.
Carne de color blanco-amarillenta, verdosa bajo la piel; textura fundente, granulosa junto al corazón, muy jugosa; sabor poco aromático, soso; corazón de tamaño grande o mediano. Eje muy amplio, abierto de interior lanoso, con frecuencia comunicado con las celdillas. Celdillas medianas y elípticas. Semillas de tamaño medias o grandes, forma muy variable e irregular, generalmente con cuello y espolón de muy diverso desarrollo, color rojizo oscuro o casi negras.
La pera 'Triunfo de Jodoigne' madura de octubre a noviembre. A partir de noviembre en el árbol frutal ordinario; hasta finales de diciembre en cámara frigorífica a + 4 °C. Se usa como pera de mesa fresca.

## Susceptibilidades
Fruta amateur de cultivo en huertos y jardines particulares. 
El árbol crece bien en portainjertos de membrillo, sin ser demasiado vigoroso.
Cuando se forma en espaldera, da frutos grandes. También se presta a todas las demás formas. Se puede plantar sobre un tallo al abrigo de los fuertes vientos.